# ربح محاسبي
الربح في المحاسبة هو الفرق بين الإيراد الكلي و التكلفة المحاسبية، بمعنى هو الربح الناتج عن تطبيق المعايير والمبادئ المحاسبية بغرض اعداد القوائم المالية أي الربح الناتج عن حساب الأرباح والخسائر.